# Carmen Montejo
Carmen Montejo, nascuda com María Teresa Sánchez González (Pinar del Río, 26 de maig de 1925-Ciutat de Mèxic, 25 de febrer de 2013), va ser una actriu mexicana-cubana.

## Biografia i carrera
María Teresa va néixer a Pinar del Río, Cuba el 26 de maig de 1925, va iniciar la seva carrera en ràdio cubana sent a penes una nena en un programa denominat Abuelita Cata transmès en CMOX. Mentre va romandre al seu país natal, coneguda com a Nina Sánchez en teatre degut als seus rínxols semblants als de l'actriu estatunidenca Shirley Temple. Als seus 9 anys, va decidir dedicar-se a actuació, després de llegir biografia de l'actriu britànica Sarah Bernhardt. En 1939, va ingressar a la Universitat de l'Havana per a iniciar els seus estudis d'art dramàtic sota la direcció de Ludwing Shayovich. Després de concloure els seus estudis de secundària, els seus pares li van oferir un viatge als Estats Units. No obstant això, va triar visitar Mèxic per dos mesos.
Teresa va arribar a Yucatán acompanyada de la seva mare i el seu germà major el 12 de desembre de 1942. Després va viatjar a la Ciutat de Mèxic on va buscar incursionar a la ràdio argumentant «ser famosa i reconeguda estrella cubana». El seu caràcter emprenedor li va permetre col·locar-se ràpidament integrant-se immediatament a l'elenc de la radionovel·la El diario de Susana Galván. Poc després, va fer càsting per a productora Clasa Films, Gilberto Martínez Solares es va interessar en ella però sense èxit. Llavors Teresa es va assabentar que Lupita Tovar anava a protagonitzar Resurrección (1943)així que va parlar amb ella i va aconseguir que productors li donessin un petit paper perquè finalment debutés en cinema. Després el director Chano Urueta li va donar personatge de major rellevància en la cinta No Mataràs (1943) sent qui va suggerir canvi de nom per a incipient estrella perquè en una xerrada li va comentar: Tu no pots anomenar-te com et dius preciosa, et cridaràs Carmen, però Carmen què?...; Emilio Tuero, protagonista masculí del film que escoltava amb atenció prèdica va suggerir Montejo per l'hotel que portava mateix nom i on s'havia allotjat Teresa a la seva arribada. Així va sorgir per a posteritat el nom de «Carmen Montejo».

## Carrera

### Cinema.
Ja com Carmen Montejo va seguir la seva carrera cinematogràfica aconseguint ràpidament consagració amb cinta El camino de los gatos (1944) amb Emilio Tuero i dirigida novament per Chano Urueta qui esra profundament enamorat de Carmen. Després va venir Entre hermanos (1945) amb Pedro Armendáriz i Isabela Corona, A media luz (1947) amb Hugo del Carril y participación en cinta d'Ismael Rodríguez, Nosotros los pobres (1948) convertida gairebé immediatament en clàssic i fent estrelles als seus protagonistes Pedro Infante i Blanca Estela Pavón envoltats d'elenc de luxe que incloïa a Carmen, Katy Jurado, Miguel Inclán i Delia Magaña entre d'altres. En 1949 tocava torn de Secreto entre mujeres que va compartir crèdits amb altres dives de l'època: Miroslava Stern i Rosario Granados. La dècada dels 50 va ser una de les més productives i reeixides de Montejo. Va començar amb nominació al Premi Ariel a la millor actriu per Al caer la tarde (1949), després va venir col·laboració amb Roberto Gavaldón en una de les seves millors cintes En la palma de tu mano (1951) protagonitzada per Arturo de Córdova, Ramón Gay i Leticia Palma mb qui novament va treballar en multiestel·lar Mujeres sin mañana (1951) on a més de Carmen i Leticia treballaren Andrea Palma, Rebeca Iturbide i Wolf Ruvinskis. Altres pel·lícules importants en les quals va participar en aquesta etapa van ser ¿Qué te ha dado esa mujer? (1951) amb Pedro Infante, Luis Aguilar i Rosita Arenas, Acuérdate de vivir (1953) amb Libertad Lamarque i Yolanda Varela, Estafa de amor (1955) amb Elsa Aguirre i Ramón Gay, El túnel 6 (1955) amb Víctor Manuel Mendoza, Víctor Parra i Alfonso Mejía i cinta de culte El vampiro (1957) de Fernando Méndez amb Abel Salazar i Ariadna Welter.
Finalitzant dècada dels 50, Carmen es va refugiar en teatre i televisió davant ona de mals projectes que acabarien amb Etapa daurada del cinema mexicà. No obstant això, va tenir participacions destacades a Los jóvenes (1961) de Luis Alcoriza, La recta final (1964) de Carlos Enrique Taboada amb Lilia del Valle en la seva última aparició com a actriu i Emilio Fernández Romo i Por qué nací mujer? (1970) de Rogelio A. González, el mateix director de Las vírgenes locas (1972) amb Rosario Granados i Ofelia Guilmáin. També va treballar amb Jorge Fons a Los cachorros (1973) amb José «El Perro» Estrada a El profeta Mimi (1973) i Sergio Olhovich a Coronación (1976). El 1978 va participar en la producció Mexicana-estatunidenca Los hijos de Sánchez protagonitzada per Anthony Quinn, Dolores del Río i Lucía Méndez. La seva última cinta important va ser La casa que arde de noche (1985). Després li van oferir projectes sense gens d'importància pel que es va retirar del cinema tornant en primera dècada del segle XXI amb Entre la tarde y la noche (2000), la seva última cinta del 2002 sota el títol Las caras de la luna encara que com ella mateixa va dir: «En aquesta època no m'han sabut aprofitar, podria fer una pel·lícula que deixi empremta en aquesta etapa de la meva vida».

### Teatre
A l'una de la seva reeixida carrera en cinema, Carmen va llaurar igualment o encara més reeixida carrera teatral. Aquesta comunicació entre públic i actor que solament pot donar teatre es va convertir en la seva passió. En 1946, va fer el seu debut en teatre mexicà amb La casa de Bernarda Alba de Federico García Lorca dirigida per Ricardo Mondragón al costat de Virginia Fábregas i presentada al Palacio de Bellas Artes. En aquesta faceta de la seva carrera, va treballar amb reconeguts directors com Xavier Rojas en l'obra Qui te por de Virgínia Woolf?; Amb Fernando Wagner a Felicidad; Nancy Cárdenas a Los efectos de los rayos gamma sobre las caléndulas per la qual va ser nominada com a millor actriu teatral; I amb José Solé Nájera a Las troyanas i a Los zorros.
Així mateix, ha demostrat la seva versatilitat com a directora escènica en obres Mujeres, mujeres, El señor Presidente, Adorables enemigas i Tres mujeres altas i com a escriptora de Mujeres calumniadas que es va estrenar en 1955 en sala Chopin amb Andrea Palma, Tana Lynn, Anita Blanch i la mateixa Carmen amb direcció de Xavier Rojas. Lamentablement el dia de l'estrena, es va prohibir en Ciutat de Mèxic ja que se la considerava completament immoral i exaltació del lesbianisme. Només fins al cap d'estrenar-se amb èxit a Puebla va poder representar-se a la ciutat de Mèxic.

### Televisió.
El seu debut en televisió en dècada dels 60 aconseguint al llarg de la seva trajectòria sonats èxits com: Las momias de Guanajuato (1962), Doña Macabra (1963), Dicha robada (1967), El retrato de Dorian Gray (1969), Mundos opuestos (1976), debut estelar de la futura estrella Lucía Méndez, El maleficio (1983), Cuna de lobos (1986), Te sigo amando (1996 - 1997), factuà com àvia de Belinda a Aventuras en el tiempo (2001), ¡Amigos por siempre! (2000). Amor sin maquillaje (2007) i En nombre del amor (2008 - 2009). També va protagonitzar amb Angélica María i Sasha Sokol la sèrie Tres generaciones.

## Vida personal
Carmen solament es va casar una vegada amb Manuel González Ortega, molt major i amb qui va tenir una filla: La també actriu María Montejo. El seu net Radamés de Jesús també és actor. Les tres generacions van treballar juntes en la telenovel·la Mágica juventud. Va enviduar als 25 anys i mai es va tornar a casar.
No se li van conèixer romanços posteriors. Va mantenir la seva vida privada allunyada de premsa.

## Llegat
- En 2003 amb motiu dels seus 77 anys de trajectòria en actuació va rebre homenatge al Palacio de Bellas Artes titulat Una vida para el arte producido per l'Instituto Nacional de Bellas Artes y Literatura (INBA).
- El 2005 el Palacio de Bellas Artes va realitzar nou homenatge amb motiu del seu aniversari número 80. En aquest esdeveniment el subdirector de l'Instituto Nacional de Bellas Artes y Literatura (INBA) Daniel Leyva i el presidente de Sociedad General de Escritores de México(SOGEM) Víctor Hugo Rascón Banda elogiaren la trajectòria de Montejo dient aquest últim: «Els autors mexicans li estem molt agraïts a Carmen Montejo per la seva contribució al cinema, a la televisió i al teatre, per haver donat vida a tants personatges que van somiar els dramaturgs de Mèxic i del món, els clàssics i els contemporanis».[4]
- El 24 de gener de 2008, el Teatro Tepeyac de Calzada de Guadalupe, Ciutat de Mèxic va canviar el seu nom pel de «Teatro Tepeyac Carmen Montejo» com a part de l’homenatge realitzat a l’actriu.[5] CCom a dada curiosa, segona vegada que teatre mexicà canvia de nom en honor d'una actriu sent la primera vegada en 1970 en homenatge a María Tereza Montoya.[6]

## Reconeixements

### Premis Ariel.
| Any  | Categoria                  | Pel·lícula         | Resultat   |
| ---- | -------------------------- | ------------------ | ---------- |
| 1950 | Millor actriu              | Al caer la tarde   | Nominada   |
| 1952 | Millor coactuació femenina | Mujeres sin mañana | Guanyadora |
| 1953 | Millor coactuació femenina | Sor Alegría        | Nominada   |
| 1955 | Millor coactuació femenina | La infame          | Nominada   |
| 2005 | Ariel d'Or                 | A la trajectòria   | Guanyadora |

### Diosa de plata PECIME.
| Any  | Categoria           | Pel·lícula      | Resultat   |
| ---- | ------------------- | --------------- | ---------- |
| 1974 | Coactuació femenina | El profeta Mimi | Guanyadora |

### Premis TVyNovelas.
| Any  | Categoria             | telenovel·la                | Resultat   |
| ---- | --------------------- | --------------------------- | ---------- |
| 2012 | Millor primera actriu | Mejor Trayectoria Artística | Guanyadora |
| 2001 | Millor primera actriu | ¡Amigos x siempre!          | Nominada   |
| 1998 | Millor primera actriu | Te sigo amando              | Nominada   |
| 1987 | Millor primera actriu | Cuna de lobos               | Nominada   |

Premi Arlequín(1999) «tota una trajectòria cinema, televisió i teatre».

## Filmografia
- Corazones rotos (2001) com doña Fide.
- Las caras de la luna (2001) com Mariana Toscano.
- Entre la tarde y la noche (1999).
- La casa que arde de noche (1985).
- Ni Chana, ni Juana (1984) com Pilar del Río.
- Burdel (1982).
- El gran triunfo (1981).
- Mamá, soy Paquito (1981) com Señora Falcón.
- La muerte del Palomo (1981).
- En la tormenta (1980).
- En la trampa (1979) com Laura.
- Los hijos de Sánchez (1978) com Guadalupe.
- Dinastía de la muerte (1977) com doña Herminia del Fierro.
- Prisión de mujeres (1976).
- Coronación (1976) com abuela
- Renuncia por motivos de salud (1975).
- El rey (1975) com Señora del Rivero.
- Presagio (1975).
- El profeta Mimi (1972).
- Los cachorros (1971) com Mare de Cuéllar.
- Doña Macabra (1971) com Demetria.
- La verdadera vocación de Magdalena (1971) com Zoyla.
- Los marcados (1970) com Remedios.
- Las vírgenes locas (1970) com Elena Guardiola.
- ¿Por qué nací mujer? (1970).
- La muñeca perversa (1969).
- Las aventuras de Juliancito (1968).
- Sor ye-yé (1967) com Madre Superiora.
- La recta final (1966).
- El río de las ánimas (1964).
- Los jóvenes (1960).
- El vampiro (1957) com Eloísa.
- Dos diablillos en apuros (1957).
- Cara de ángel (1956).
- El túnel seis (1955).
- El plagiario (1955).
- Estafa de amor (1955) com Mariana.
- La sospechosa (1955) como Adela Pérez.
- La infame (1953) com Luisa Barrios de Benet.
- Luz en el páramo (1953).
- El potro salvaje (1953).
- Reportaje (1953) com enfermera.
- Cuatro horas antes de morir (1953).
- Misericordia (1953) com Juliana.
- Acuérdate de vivir (1952).
- Sor Alegría (1952).
- Entre abogados te veas (1951) com víctima.
- Mujeres sin mañana (1951) com Marta.
- Todos son mis hijos (1951) como Margarita.
- ¿Qué te ha dado esa mujer? (1951) com Yolanda.
- Lodo y armiño (1951).
- Anillo de compromiso (1951) com Chavela Valdés.
- En la palma de tu mano (1951) com Clara Stein.
- Entre abogados te veas (1951).
- Monte de Piedad (1950).
- Al caer la tarde (1949).
- Secreto entre mujeres (1949).
- Bamba (1948) com Tirsa.
- Cita con la muerte (1948).
- Nosotros los pobres (1948) com Yolanda "La tísica".
- A media luz (1946).
- Crimen en la alcoba (1946).
- Yo fui una usurpadora (1945).
- La señora de enfrente (1945) com Gilberta Madrigales.
- Entre hermanos (1945).
- Caminito alegre (1944) com Hermana Isabel.
- Camino de los gatos (1943).
- Ave sin nido (1943).
- No matarás (1943).
- Resurrección (1943).

## Televisió.

### telenovel·las.
- En nombre del amor (2008 - 2009) com Madeleine Martelli viuda de Gamboa.
- Amor sin maquillaje (2007) com Verónica viuda de Velázquez.
- Aventuras en el tiempo (2001) com Margarita Rosales de Flores.
- Amigos por siempre (2000) com Doña Julia Rubalcaba viuda de Vidal.
- Serafín (1999) com Voz de Gigi.
- Te sigo amando (1996 - 1997) com Paula Garza viuda de Torres Quintero. (Villana).
- Mágica juventud (1992-1993) com Leonor "Pepita" Grimaldi viuda de Romo.
- Cuna de lobos (1986 - 1987) com Doña Esperanza Mandujano.
- El engaño (1986) com Selene.
- Juana Iris (1985) com María Luisa.
- El maleficio (1983 - 1984) com Doña Emilia viuda de Ayala.
- Juventud (1980) com Doña Cuca.
- Pecado de amor (1978 - 1979) com Cristina Otero. (Villana Principal).
- Mundos opuestos (1976 - 1977) com Antonia.
- Paloma (1975) com Gloria Nava.
- La tierra (1974 - 1975) com Cordelia.
- La cruz de Marisa Cruces (1970 - 1971) com Clarita.
- La Constitución (1970) com Delfina Camacho.
- El diario de una señorita decente (1969) com Elena.
- El retrato de Dorian Gray (1969) com Lady Wooton.
- Dicha robada (1967) com Teresa.
- El juicio de nuestros hijos (1967).
- Los medio hogares (1966) com Magda.
- Nuestro barrio (1965).
- Las abuelas (1965).
- Secreto de confesión (1965) com Alicia.
- Apasionada (1964) com Graciela.
- Destino (1963).
- Doña Macabra (1963) com Lucila.
- Mamá (1962)para Panamericana Televisión Canal 5(Perú).
- Las momias de Guanajuato (1962).
- Estafa de amor (1961).
- La insaciable (1961).
- La casita del odio (1960).
- El rapto (1960).

### Sèries
- La rosa de Guadalupe (2013). (Capítol Sigue al amor).
- Mujer, casos de la vida real (2002). (Capítol Un viejo amor) com Margarita.
- Tres generaciones (1989).

## Teatre
- Adorables enemigas (1992) de James Kirkenwood.
- Crónica de una suegra (1987) de Andrew Bergman.
- O.K. (1985) de Isaac Chocrón.
- Deborah (1981) de Federico S. Inclán.
- Gota de agua (1980)de Paulo Pontes i Oduvaldo Viana.
- O.K. (1979) de Isaac Chocrón.
- El final de la primera dama (1978)de James Prideaux.
- Bodas de sangre (1976)de Federico García Lorca.
- El efecto de los rayos gama sobre las caléndulas (1970) de Paul Zindel.
- Chéri (1969)de Colette.
- El medio pelo (1964), de Antonio González Caballero.
- Extraño interludio (1964) de Eugene O'Neill.
- Deborah (1960) de Federico S. Inclán.
- El juego a papá y mamá (1960), de Luz María Servín.
- Los cuervos están de luto (1960), de Hugo Argüelles.
- El deseo muere con los años (1958), de Daniel Sala.
- Felicidad (1957) de Emilio Carballido.
- El lecho nupcial (1955), de Jan de Hartog.
- Doña Beatriz (1952) de Carlos Solórzano.
- Celos del aire (1950), de José López Rubio.
- La casa de Bernarda Alba (1947), de Federico García Lorca.
- Presidio (1946) de De Benza y de Lavalle.

## Bibliografía.
- Rogelio Agrasánchez Jr.(2001)Bellezas del Cine Mexicano / Beauties of the Mexican Cinema, México, ed.Plantilla:EsdArchivo fílmico Agrasánchez, ISBN 968-5077-11-8.
- Varios(1999). Carmen Montejo, sigo escribiendo mi historia. En SOMOS. México: Editorial Televisa, S.Plantilla:EsdA. de C.Plantilla:EsdV.
- Jesús Ibarra, Los Bracho: Tres generaciones de cine mexicano, Colección Miradas en la oscuridad, UNAM(2006), ISBN 9703230741, 9789703230747.
- Roberto Blanco Moheno, Memorias de un reportero, Editorial V Siglos(1975), Escenarios de dos mundos: Inventario teatral de Iberoamérica, v. 2, Centro de Documentación Teatral(1988).